# Робсонія лусонська
Робсо́нія лусонська (Robsonius rabori) — вид горобцеподібних птахів родини кобилочкових (Locustellidae).

## Поширення
Ендемік філіппінського острова Лусон. Поширений на півночі хребта Кордильєра-Сентраль. Мешкає у вологих тропічних лісах на висоті до 1300 метрів.

## Опис
Дрібний птах, завдовжки 20–22 см. Має довгі ноги і довгий дзьоб. Його верхня частина коричнева, з сірими боками та низом, за винятком горла та живота, які білі. Також має чорні вуса і чорні плями у верхній частині грудей. Кінчики криючих пір’їн білі.

## Спосіб життя
Раціон складається переважно з безхребетних. Шукає здобич під листям у лісовій підстилці. Про його розмноження відомо небагато. Гнізда знаходяться серед переважно скель і зроблені із зелених гілочок і листя. Гніздо закрите і має бічний вхід.